# Nolusindiso Booi
Pas d'image ? Cliquez ici

b Matchs officiels uniquement.
Nolusindiso Booi, née le 29 juin 1985, est une joueuse internationale sud-africaine de rugby à XV évoluant au poste de troisième ligne centre.

## Biographie
Nolusindiso Booi naît le 29 juin 1985. En 2022, elle joue pour le club de la Westerne Province du Cap. Elle compte 30 sélections en équipe d'Afrique du Sud quand elle est retenue en septembre 2022 pour disputer sous les couleurs de son pays la Coupe du monde en Nouvelle-Zélande.